# تيزميث
تيزميث هو مستحضر جزائري أصله من منطقة القبائل، مصنوع من دقيق الشعير وزيت الزيتون والخروب، ويؤكل بشكل رئيسي مع التين المجفف.
في منطقة القل ومنطقة جيجل، يسمى هذا الطبق التقليدي زاميثة. يسمى ثافسيست باللهجة الأمازيغية  الساحلية.